# Alan A’Court
Alan A’Court (Rainhill, 1934. szeptember 30. – Nantwich, 2009. december 24.) angol labdarúgócsatár, edző.

## Pályafutása
1952 és 1964 között a Liverpool, 1964 és 1966 között a Tranmere Rovers, 1966–67-ben a Norwich City labdarúgója volt.
1957–58-ban öt alkalommal szerepelt a angol válogatottban és egy gólt szerzett. Részt vett az 1958-as svédországi világbajnokságon.
1978-ban a Stoke City ideiglenes vezetőedzője volt.